# 科菲尤爾
科菲尤爾（挪威語：Kåfjord)）是挪威特罗姆斯郡的市镇。行政中心位於奧爾德爾達倫。總面积為991.14平方公里，2023年人口為2,000人，人口密度為2.1人/平方公里。